# Maggie Mae (Schlagersängerin)
Maggie Mae (bürgerlich Andrea Yardich; * 13. Mai 1960 als Andrea Cosima Carle in Karlsruhe; † 30. August 2021 in Melbourne, Florida) war eine deutsche Schlagersängerin und Schauspielerin. Sie wurde 1974 mit der deutschsprachigen Version von My Boy Lollipop bekannt.

## Leben
Maggie Mae wuchs in der Südstadt von Karlsruhe auf und nahm 1974 ihre erste Schallplatte Ich hab’ Spaß am Leben auf. Danach erschien ihre deutschsprachige Coverversion des Millie-Small-Hits My Boy Lollipop. Der Titel wurde zum großen Erfolg. Sie erreichte damit im Oktober 1974 Platz 1 der ZDF-Hitparade. Wegen ihres flippigen Auftritts und ihres Alters erhielt sie den Beinamen „Das verrückte Huhn“.
1975 nahm sie mit Die total verrückte Zeit an der deutschen Vorentscheidung zum Eurovision Song Contest teil und erreichte Platz 7. Im Folgejahr erreichte sie bei der deutschen Vorentscheidung mit Applaus für ein total verrücktes Haus Platz 3. Sie war auch als Schauspielerin tätig und wirkte unter anderem in den Fernsehserien Klimbim und Die Gimmicks sowie in dem Krimi Der Sturz vom Dach mit.
Bis Anfang der 1980er Jahre folgten weitere Singles und einige Platzierungen in den Hitparaden. Dann lernte sie ihren ersten Ehemann Robert Trammel kennen und ging mit ihm in die USA. Sie beendete ihre Gesangskarriere und zog sich ins Privatleben zurück. Zeitweise arbeitete sie als Krankenschwester. Sporadisch kehrte sie für Auftritte nach Deutschland zurück. 1994 war sie zu Gast bei Musik liegt in der Luft. 2001 hatte sie einen weiteren Auftritt im deutschen Fernsehen.
Aus erster Ehe stammen drei Töchter, aus der zweiten Ehe mit Mike Yardich stammt ein Sohn. Maggie Mae lebte unter ihrem bürgerlichen Namen Andrea Yardich in Melbourne im US-Bundesstaat Florida. Sie starb im August 2021 nach einer COVID-19-Erkrankung.

## Diskografie

### Alben
- 1975: I’m on Fire

### Singles
- 1974: Ich hab’ Spaß am Leben / Sommerzeit
- 1974: My Boy Lollypop / Bubblegum Blues
- 1975: Baby, Spaß muß sein (Long Tall Sally) / Mr. Charleston
- 1975: Die total verrückte Zeit / A Little Bit Ding – A Little Bit Dong
- 1975: Sweet Beat Honey Sunny Boy / Itsy Bitsy Teenie Weenie Honolulu Strandbikini
- 1975: I’m on Fire / Arthur Infernale
- 1976: Sing My Song / Just a Little Boy
- 1976: Applaus für ein total verrücktes Haus / Sheriff Mayer
- 1977: Und sein Name war No / Dann bist du allein mit ihm
- 1977: Und dann noch eins: Ich liebe Dich / Samstag nacht bei uns zu Haus
- 1978: Dieses ist mein Land / Weil Du tust, was Du tust
- 1979: Komm’ klopf heut’ Nacht an die Tür (I’m Gonna Knock on Your Door) / Und die Sonne, die scheint
- 1979: Das allererste Mal (um alles zu erfahren) / Sein Name war Johnny
- 1980: James Dean – Superstar / Wo bloß die Zeit bleibt
- 1981: Rock ’n’ Roll Cowboy (Making Your Mind Up) / Jet Set
- 1981: Lutsch mit! [unverkäufliche Werbesingle für die Firma Rachengold aus Maggie Maes Geburtsort Karlsruhe]
- 1982: Und der Weihnachtsmann behauptet, er ist Elvis (There's A Guy Works Down The Chip Shop Swear's He's Elvis) / Das halt’ ich im Kopf nicht aus

## Auszeichnungen
- 1974: Bronzener Bravo Otto